# Perla marginata
Perla marginata es un insecto del orden de los plecópteros que pertenece a la familia Perlidae. Los machos tienen una longitud de 12,5 a 18,5 mm. mientras que las hembras son más grandes con una longitud de 18,5 a 25 mm. Algunos machos son braquípteros. Las ninfas maduras miden entre unos 33 mm. de longitud.

## Distribución
Se distribuye en toda Europa salvo en norte, el norte de África, en Irán. Se han confirmado especímenes en Austria, República Checa, Alemania, Eslovaquia, Eslovenia, España, Polonia e Italia.

## Hábitos
Presentan un período de vuelo que va desde mayo a agosto. Las ninfas viven en arroyos y ríos, donde prefieren las aguas rápidas y con presencia de rocas y grava. Las ninfas son depredadoras y se alimentan de toda materia animal conforme se van desarrollando. La puesta se realiza mediante vuelos alrededor del agua y luego sumerge su abdomen y pone los huevos en el agua.